# Benjamin Frankel
Benjamin Frankel (Londen, 31 januari 1906 – aldaar, 12 februari 1973) was een Brits componist, die pas na zijn leven waardering kreeg van het wat grotere publiek.

## Biografie
Frankel is van Pools-Joodse komaf en zou eigenlijk helemaal niet voor de muziek klaargestoomd worden. Alhoewel hij als jongen talent leek te hebben voor piano en viool vonden zijn ouders het onverstandig om muziek te gaan studeren, toch stimuleerden zij hun zoon wel in de muziek. In eerste instantie werd Frankel opgeleid tot horlogemaker, een vak dat hij uiteindelijk slechts een jaar beoefende. Gedurende die tijd kwam zijn muzikale talent onder de aandacht van de Amerikaanse pianist Victor Benham, die hem onder zijn hoede nam, ook tijdens zijn verblijf in Duitsland. Benham rekende geen kosten en dankzij de nog gunstige wisselkoers kon Frankel nog leven van een kleine bijdrage van zijn ouders. Het Britse pond zou later een enorme devaluatie ondergaan (vandaar Genesis' album Selling England by the Pound). Frankel keerde terug naar Engeland en verdiende de kost als jazzpianist en –violist/arrangeur. Hij ging studeren aan de Guildhall School of Music bij Orlando Morgan. Gedurende lange tijd kon hij zijn studie en het nachtleven combineren. Zijn eerste serieuze compositie was Drie pianostudies opus 1 uit 1926. Toch ging hij ook verder in de amusementsmuziek en was hij een veelgevraagd arrangeur voor West Endshows, waaronder die van Noël Coward.
Een eerste uitvoering van zijn serieuze werk vond plaats in 1933, weliswaar nog in zijn eigen studio. Rond die tijd verscheen ook zijn eerste Joods georiënteerd werk, de Elegie Juivre (Joods klaaglied), zonder dat Frankel als typisch Joods componist te boek wilde staan. Hij zou zich er daardoor te beperkt gaan voelen in zijn muzikale uitingen, toch kwam er nog een Sonata Ebraica. Dat Frankel zich niet geheel thuis voelde in het Joodse geloof bleek uit het feit dat hij iemand "buiten het geloof" trouwde; zijn vader en broer spraken daarna nooit meer met hem. Vlak voor het uitbreken van de Tweede Wereldoorlog sloot hij zich aan bij de Communistische Partij en werd in 1941 lid (in 1952 zegde hij zijn lidmaatschap op vanwege de Schijnprocessen van Moskou. Een eerste algemene erkenning kwam er met zijn vioolconcert uit 1951, maar dat werk verwees wel weer terug naar de Joodse slachtoffers van de Tweede Wereldoorlog, het is opgedragen aan de Zes Miljoen. Zijn werken geschreven voor dat vioolconcert bleven echter relatief onbekend.
Ondertussen had Frankel zich ook ingespannen op het gebied van een toen nieuw medium, de filmmuziek. Hij leverde meer dan 100 bijdragen aan de Britse filmindustrie met muziek van bijvoorbeeld The Seventh Veil (1945), So Long at the Fair (1950) met als hoogtepunt muziek voor Battle of the Bulge (1965). Frankel was toen al naar Zwitserland vertrokken, want hij wilde zich gaan wijden aan de symfonie. In 1958 kwam dan ook de eerste van zijn hand; pas dan waagde Frankel zich ook aan de dodecafonie, nog zo’n serieuze tak binnen de klassieke muziek. Dit resulteerde uiteindelijk in een serie van acht symfonieën, die een combinatie lieten horen van Gustav Mahler, Jean Sibelius en Arnold Schönberg. In 1959 kreeg Frankel een hartinfarct en zijn gezondheid was tanende; zijn zesde symfonie is geheel in het ziekenhuis gecomponeerd. Hij stierf aan hartfalen in 1973, net op het moment dat hij zijn eerste opera op manuscript had staan.
Daarna werd het stil rond Frankels muziek; hij verdween van de lessenaar en kwam pas terug toen in 1996 hij benoemd werd als "Componist van de week" in een BBC Radio 3-programma. Interesse voor zijn muziek kwam uit onverwachte hoek, toen de Australian Broadcasting Corporation besloot Australische symfonieorkesten te ondersteunen en werken van Frankel op te nemen. Het platenlabel CPO wijdde een serie compact discs aan Frankes muziek.
Leerlingen van Frankel waren Buxton Orr, Stewart Hylton Edwards en Edwin Carr.

## Oeuvre

### Opuslijst
| Opus    | Jaar voltooiing | Volledige titel                                     | Genre                         |
| ------- | --------------- | --------------------------------------------------- | ----------------------------- |
| opus 1  | 1926            | Drie miniaturen/pianostudies                        | kamermuziek                   |
| opus 2  |                 | Drie schetsen voor strijkkwartet                    | strijkkwartet                 |
| opus 3  | 1944?           | Strijktrio nr. 1                                    | kamermuziek                   |
| opus 4  |                 | Passacaglia voor piano vierhandig                   | kamermuziek (niet uitgegeven) |
| opus 5  |                 | The compact                                         | ballet (zoekgeraakt)          |
| opus 6  |                 | Sonate voor viool en piano                          | kamermuziek                   |
| opus 7  |                 | Sonate voor altviool                                | kamermuziek                   |
| opus 8  |                 | Sonate Ebraica                                      | kamermuziek                   |
| opus 9  |                 | Pezzo sinfonico                                     |                               |
| opus 10 | 1940            | Klarinettrio                                        | kamermuziek                   |
| opus 11 | 1941            | Solemn Speech and Discussion                        |                               |
| opus 12 | 1942            | Youth music                                         | orkest                        |
| opus 13 | 1942            | Sonate voor viool                                   | kamermuziek                   |
| opus 14 | 1944/1945       | Strijkkwartet nr. 1                                 | strijkkwartet                 |
| opus 15 | 1944            | Strijkkwartet nr. 2                                 | strijkkwartet                 |
| opus 16 | 1946            | Novelette voor piano en viool                       | kamermuziek                   |
| opus 17 | 1947            | The aftermath                                       | vokaal werk                   |
| opus 18 | 1947            | Strijkkwartet nr. 3                                 | strijkkwartet                 |
| opus 19 | 1947            | Sonata leggiera voor piano                          | kamermuziek                   |
| opus 20 | 1948            | Early morning music voor hobo, klarinet, fagot      | kamermuziek                   |
| opus 21 | 1948            | Strijkkwartet nr. 4                                 | strijkkwartet                 |
| opus 22 | 1948            | May Day                                             | orkest                        |
| opus 23 | 1951            | Drie gedichten voor cello en piano                  | kamermuziek                   |
| opus 24 | 1951            | Vioolconcert                                        | concert                       |
| opus 25 | 1952            | Mephistopheles’ serenade en dans                    | orkest                        |
| opus 26 | 1953            | Pianokwartet                                        | kamermuziek                   |
| opus 27 | 1953            | Concertante lyrico                                  | concert                       |
| opus 28 | 1956            | Klarinetkwintet                                     | kamermuziek                   |
| opus 29 | 1954            | Shakespearre-ouverture                              |                               |
| opus 30 |                 | Preambles and progressions voor piano               | kamermuziek (niet uitgegeven) |
| opus 31 | 1957            | Inventions in Major/minor modes voor cello en piano | kamermuziek                   |
| opus 32 | 1959            | Acht liederen                                       | vokaal werk                   |
| opus 33 | 1958            | Symfonie nr. 1                                      | orkest                        |
| opus 34 | 1959            | Strijktrio nr. 2                                    | kamermuziek                   |
| opus 35 | 1959            | Cinque pezzi notturni voor elf muziekinstrumenten   | kamermuziek                   |
| opus 36 | 1960            | Messa Stromentale                                   | kamerorkest                   |
| opus 37 | 1960            | Serenata concertante voor piano en orkest           | concert                       |
| opus 38 | 1962            | Symfonie nr. 2                                      | orkest                        |
| opus 39 | 1962            | Sonate nr. 2 voor viool                             | kamermuziek                   |
| opus 40 | 1964            | Symfonie nr. 3                                      | orkest                        |
| opus 41 | 1964            | Pezzi pianissimi voor piano                         | kamermuziek                   |
| opus 42 | 1965            | Catalogue of incidents                              | kamerorkest                   |
| opus 43 | 1965            | Strijkkwartet nr. 5                                 | strijkkwartet                 |
| opus 44 | 1966            | Symfonie nr. 4                                      | orkest                        |
| opus 45 | 1967            | Altvioolconcert                                     | concert                       |
| opus 46 | 1967            | Symfonie nr. 5                                      | orkest                        |
| opus 47 |                 | Partita Giovanesca voor viool en piano              | kamermuziek (onvoltooid)      |
| opus 48 | 1968            | Konzert für Jugendpublikum                          | orkest                        |
| opus 49 | 1969            | Symfonie nr. 6                                      | orkest                        |
| opus 50 | 1970            | Symfonie nr. 7                                      | orkest                        |
| opus 51 | 1970            | Overture to a ceremony                              | orkest                        |
| opus 52 | 1973            | Marching song                                       | opera                         |
| opus 53 | 1971            | Symfonie nr. 8                                      | orkest                        |
|         |                 | Toulon                                              | vokaal werk voor gemengd koor |
|         |                 | Elegie Juivre voor cello en piano                   | kamermuziek                   |
|         | 1934?           | Symphony for Dance Orchestra                        | orkest                        |
|         | 1946            | Pantuvarali Fantasy (based on Indian scale)         |                               |
|         | 1951            | Music for an Atomic Exhibit                         |                               |
|         | onbekend        | Dramatic Episode                                    |                               |
|         | onbekend        | Serene Morning                                      |                               |

Daarnaast nog tal van ongepubliceerde werken.

### Filmmuziek
- Radio Parade of 1935, 1935
- Bon Voyage, 1944
- Aventure malgache, 1944
- Flight from Folly, 1945
- The Seventh Veil, 1945
- Dear Murderer, 1947
- Daybreak, 1948
- London Belongs to Me, 1948
- Trottie True, 1948
- Give Us This Day, 1949
- So Long at the Fair, 1950
- Night and the City, 1950 UK version
- The Clouded Yellow, 1951
- The Man in the White Suit, 1951
- Appointment with Venus, 1951
- The Importance of Being Earnest, 1952
- The Net, 1953
- The Young Lovers, 1954
- A Kid for Two Farthings, 1955
- The End of the Affair, 1955
- The Curse of the Werewolf, 1960
- The Night of the Iguana, 1964
- Battle of the Bulge, 1965

- Biblioteca Nacional de España: XX889840
- Bibliothèque nationale de France: cb138941273 (data)
- Catàleg d'autoritats de noms i títols de Catalunya: 981058508513706706
- Gemeinsame Normdatei: 124294278
- International Standard Name Identifier: 0000 0001 2022 5635
- Library of Congress Control Number: n82153085
- Nationale Bibliotheek van Letland: 000041249
- MusicBrainz: ca421269-e85b-490b-add2-d9e2fbaa10e0
- Nationale Bibliotheek van Tsjechië: mzk2011645509
- Nationale Bibliotheek van Israël: 987007261383805171
- Nationale Bibliotheek van Polen: a0000002768070
- Nederlandse Thesaurus van Auteursnamen: 071867171
- Système universitaire de documentation: 11275483X
- Virtual International Authority File: 24787110
- WorldCat: E39PBJtcC4BDvXdmqKTWmYqG73